# Kloster Frauenbreitungen
Das Kloster Frauenbreitungen war ein Kloster der Prämonstratenserinnen und Benediktinerinnen in Frauenbreitungen vom 12. bis zum 16. Jahrhundert.

## Lage
Das Kloster lag am westlichen Ufer der Werra gegenüber von Herrenbreitungen in der Grafschaft Henneberg in Franken. Heute gehört das Gebiet zum südwestlichen Thüringen. Von den historischen Bauten ist der romanische Turmuntersatz der St. Marienkirche erhalten.

## Geschichte

### Doppelstift
1137 wurde ein Hospital auf dem Grundbesitz der Benediktinerabtei Hersfeld in Breitungen gegründet, 1148 wurde dort eine Kirche geweiht. 1150 gestattete der Abt Heinrich von Hersfeld die Gründung eines Doppelstifts von Brüdern und Schwestern nach der Regel der Augustinerchorherren. In der Urkunde dafür wurden der Propst des Prämonstratenserstifts Veßra und ein weiterer Chorherr als wichtigste Zeugen genannt, was darauf hinweist, dass das Stift Breitungen schon zu dieser Zeit zum Prämonstratenserorden gehörte. In den folgenden Jahren gab es mehrere Bestätigungen von dessen Rechten und Besitzungen.

### Prämonstratenserinnenstift
Seit 1168 wurden in den meisten Urkunden nur noch Schwestern (sorores, moniales) erwähnt, was darauf hinweist, dass zu dieser Zeit eine Trennung erfolgt war. Diese hatten Grundbesitz im Gebiet westlich der Werra, in Abgrenzung zum nahegelegenen Benediktinerkloster Herrenbreitungen östlich des Flusses. Seit etwa 1220 ist eine kirchenrechtliche Abhängigkeit vom Prämonstratenserstift Veßra schriftlich nachweisbar. Von 1285 ist die älteste Bezeichnung des Ortes als Frauenbreitungen erhalten.

### Benediktinerinnenkloster
1514 nahmen die Schwestern die Regeln des Benediktinerordens an. Von 1518 ist ein großer Flügelaltar erhalten, der wahrscheinlich aus dem Kloster stammt. 1525 wurde das Kloster im Bauernkrieg schwer beschädigt. Wahrscheinlich 1528 wurde es säkularisiert.

### Amt Frauenbreitungen

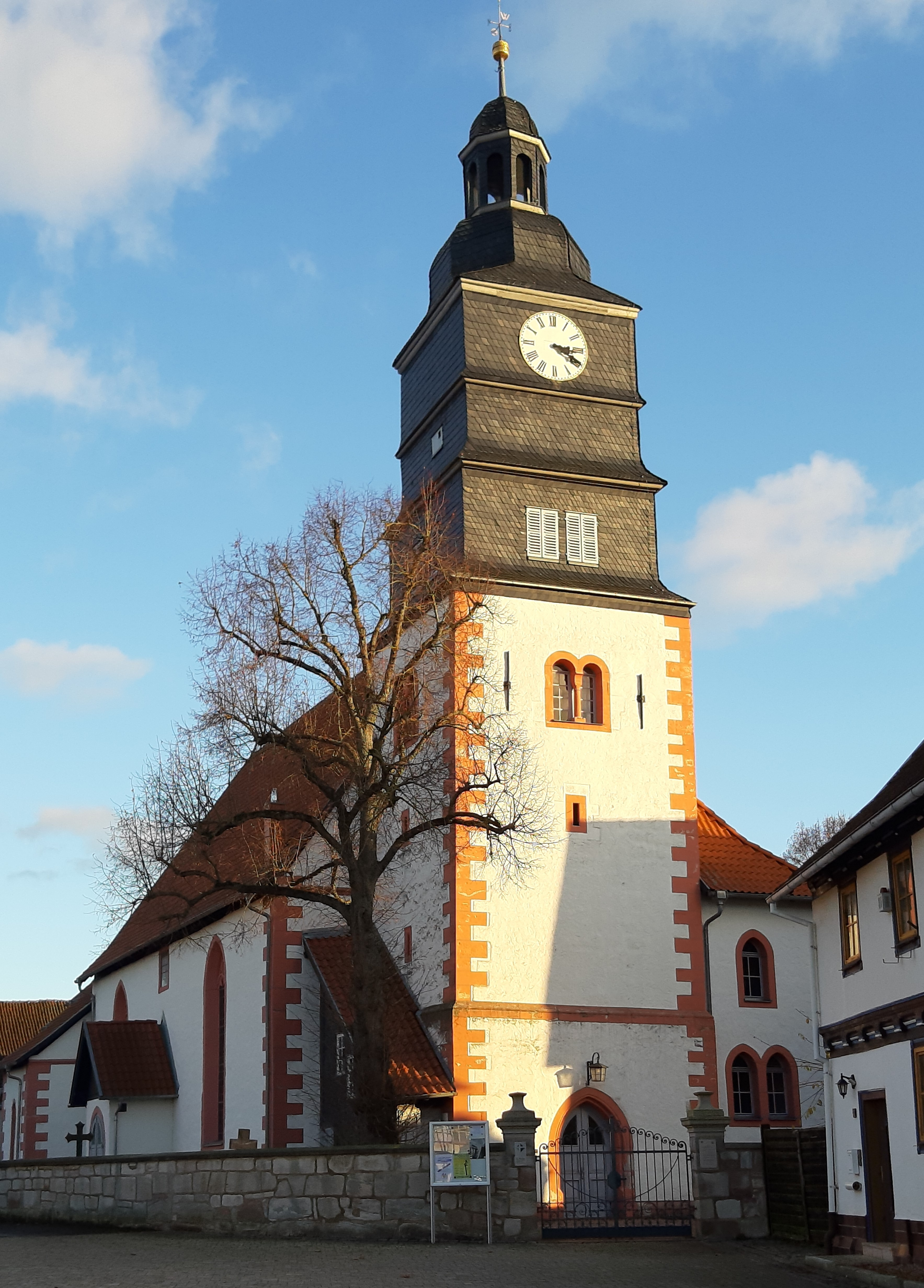
Turm der St. Marienkirche, der Sockel von etwa 1220

1546 wurde das Vogteiamt Frauenbreitungen gebildet, dem 4 Dörfer und 9 Höfe gehörten. Später wurde es mit dem Burgamt Frankenberg zum Amt Frauenbreitungen vereinigt.